# Jorge Guerra
Jorge Guerra, également connu sous le nom de Guerrinha, né le 21 juin 1959, à Franca, au Brésil, est un ancien joueur et entraîneur brésilien de basket-ball. Il évolue durant sa carrière au poste de meneur.

## Palmarès
- Champion des Amériques 1988
- 3e du championnat des Amériques 1989, 1992
- Vainqueur des Jeux panaméricains de 1987
- Finaliste des Jeux panaméricains de 1983